# Liudínovo
Liudínovo (del ruso: Люди́ново) es una ciudad rusa, capital del raión homónimo en la óblast de Kaluga.
En 2021, el territorio de la ciudad tenía una población de 35 885 habitantes. En su territorio solamente hay una pedanía, la aldea (derevnia) de Kolotovka, de una decena de habitantes.

## Geografía
Liudínovo está situada a orillas del lago Lompad, formado por una presa sobre el río Nepolot, a 68 km al norte de Briansk y a 140 km al sudoeste de Kaluga.

## Historia
El pueblo de Liudinovo es mencionado por primera vez en 1626. Más tarde se convertiría en un centro comercial que recibiría el estatus de ciudad en 1938.

## Demografía
La situación demográfica de Liudínovo se vio deteriorada en la década de 1990. En 2001, su tasa de natalidad fue solamente de un 8.3/1000, siendo la de mortalidad de 20/1000 y el crecimiento en un déficit de 11.7/1000.
| 1897   | 1939   | 1959   | 1970   | 1979   | 1989   | 2002   | 2008   |
| ------ | ------ | ------ | ------ | ------ | ------ | ------ | ------ |
| 12 000 | 17 600 | 26 400 | 33 900 | 39 800 | 43 700 | 41 829 | 41 475 |

## Cultura y lugares de interés
Encontramos en la ciudad la iglesia de Sergio de Rádonezh (церковь Сергия Радонежского) de finales del siglo XIX, así como el campanario de la iglesia de la Trinidad (Троицкая церковь, 1836), la iglesia Paraskevy Piatnitsy de mediados del XIX así como otra iglesias.

## Economía y transporte
La empresa más importante de la ciudad es una fábrica de locomotoras diésel que tiene su origenen la década de 1930. Además existen otras compañías relacionadas con la ingeniería mecánica (equipos hidráulicos y pneumáticos, máquinas herramienta), la industria textil, la industria de los muebles y la alimentaria, así como una de plástico.
La ciudad está en la línea de ferrocarril abierta en 1934 entre Viazma y Briansk. Desde el siglo XIX, existe un ferrocarril de vía estrecha que une la localidad con Briansk.
En cuanto a las carreteras, por Liudínovo pasa la carretera R68 Briansk- Diátkovo - Liudínovo - Kírov (donde conecta con la carretera principal A101). También existe conexión por carretera con Zhizdra, donde se encuentra la M3.

## Galería

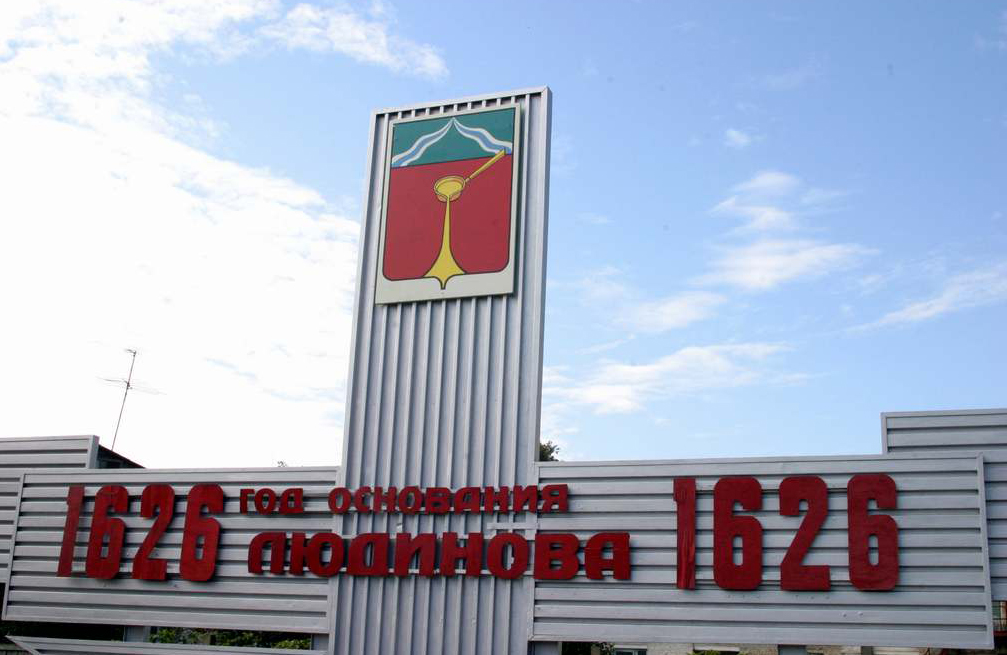
Estela que señala la entrada a la ciudad.
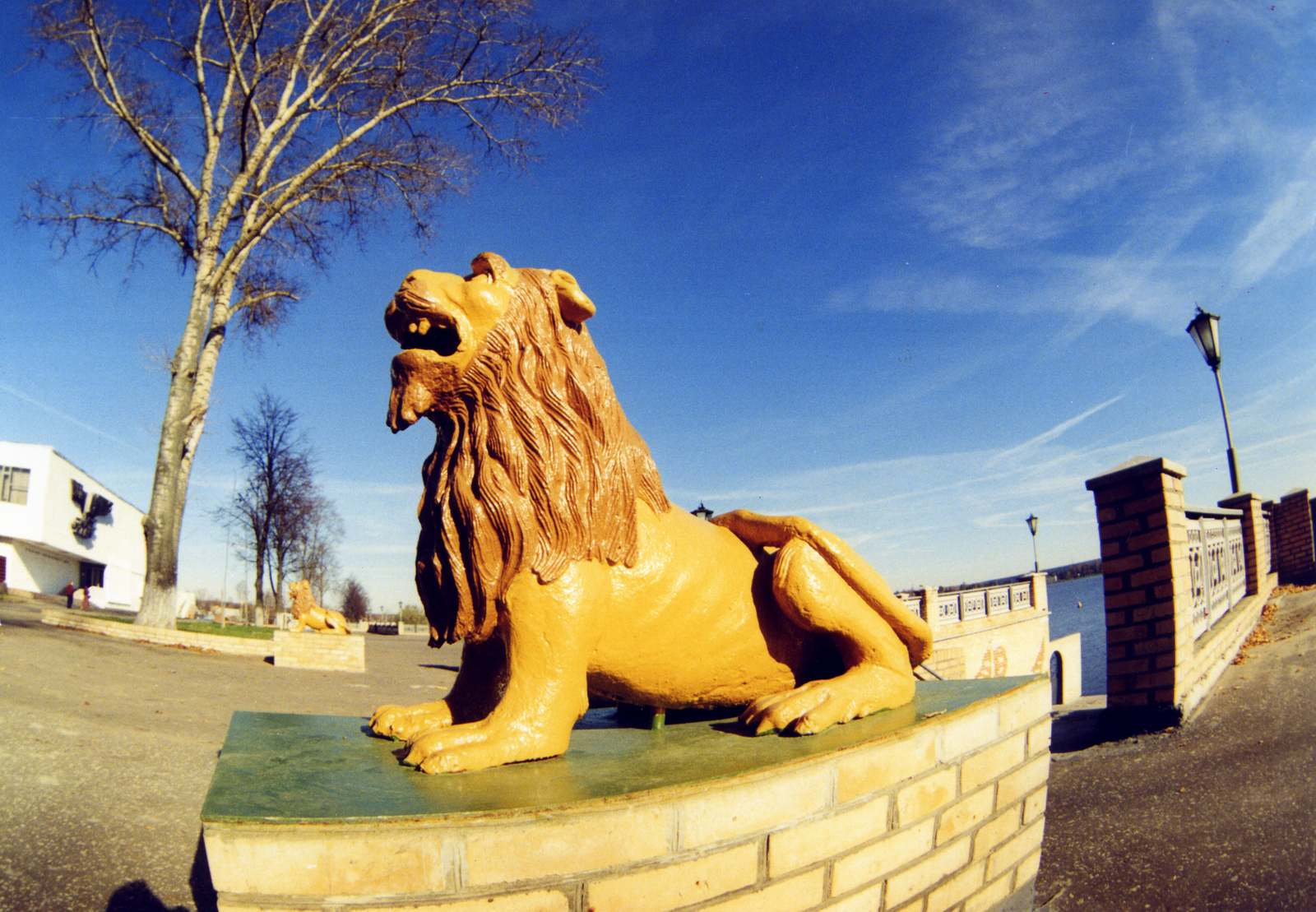
Leones en el muelle de la ciudad.
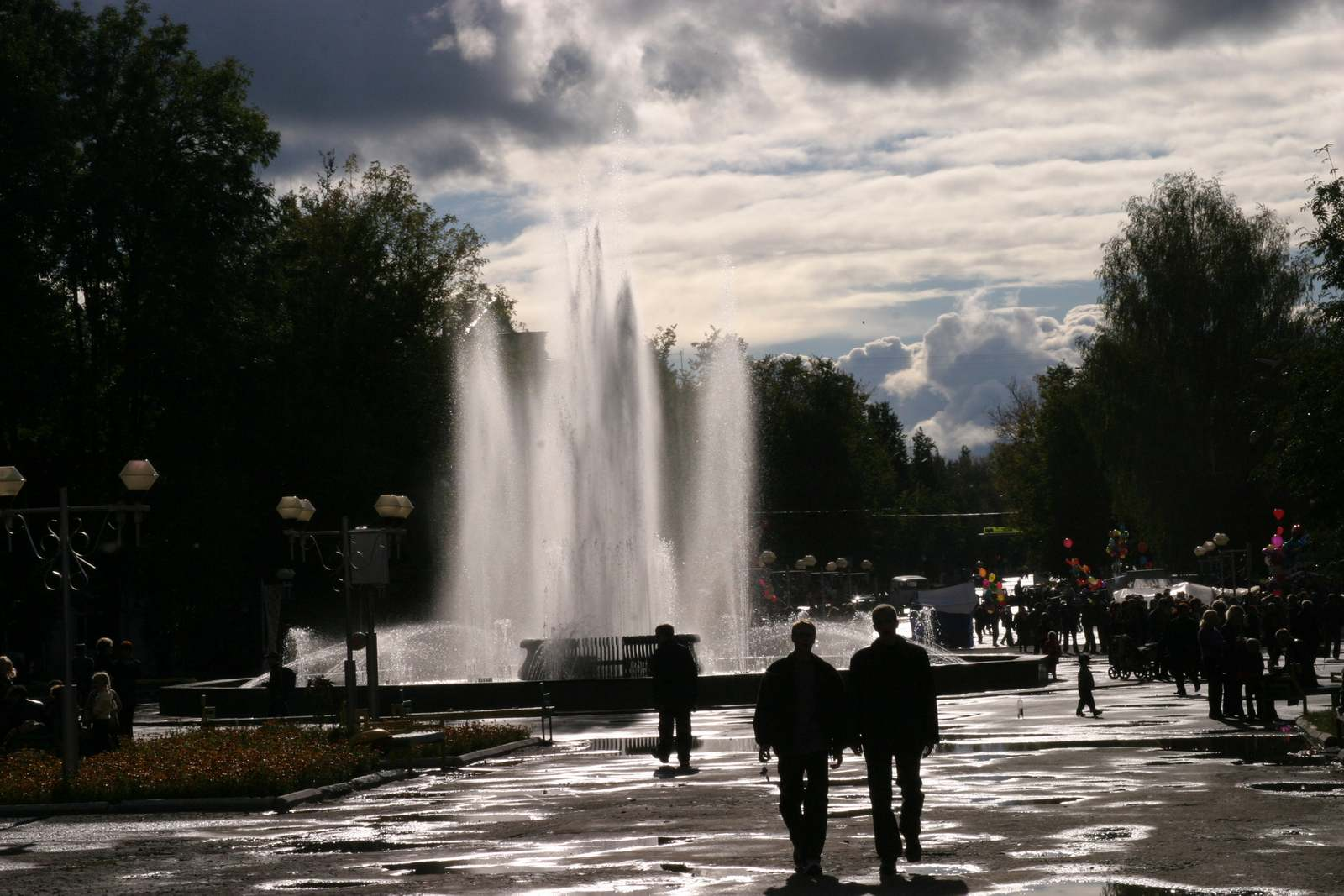
Fuente en un parque de la ciudad.